# Chevrolet Superior
Chevrolet Superior – samochód osobowy produkowany pod amerykańską marką Chevrolet w latach 1923–1926.

## Galeria

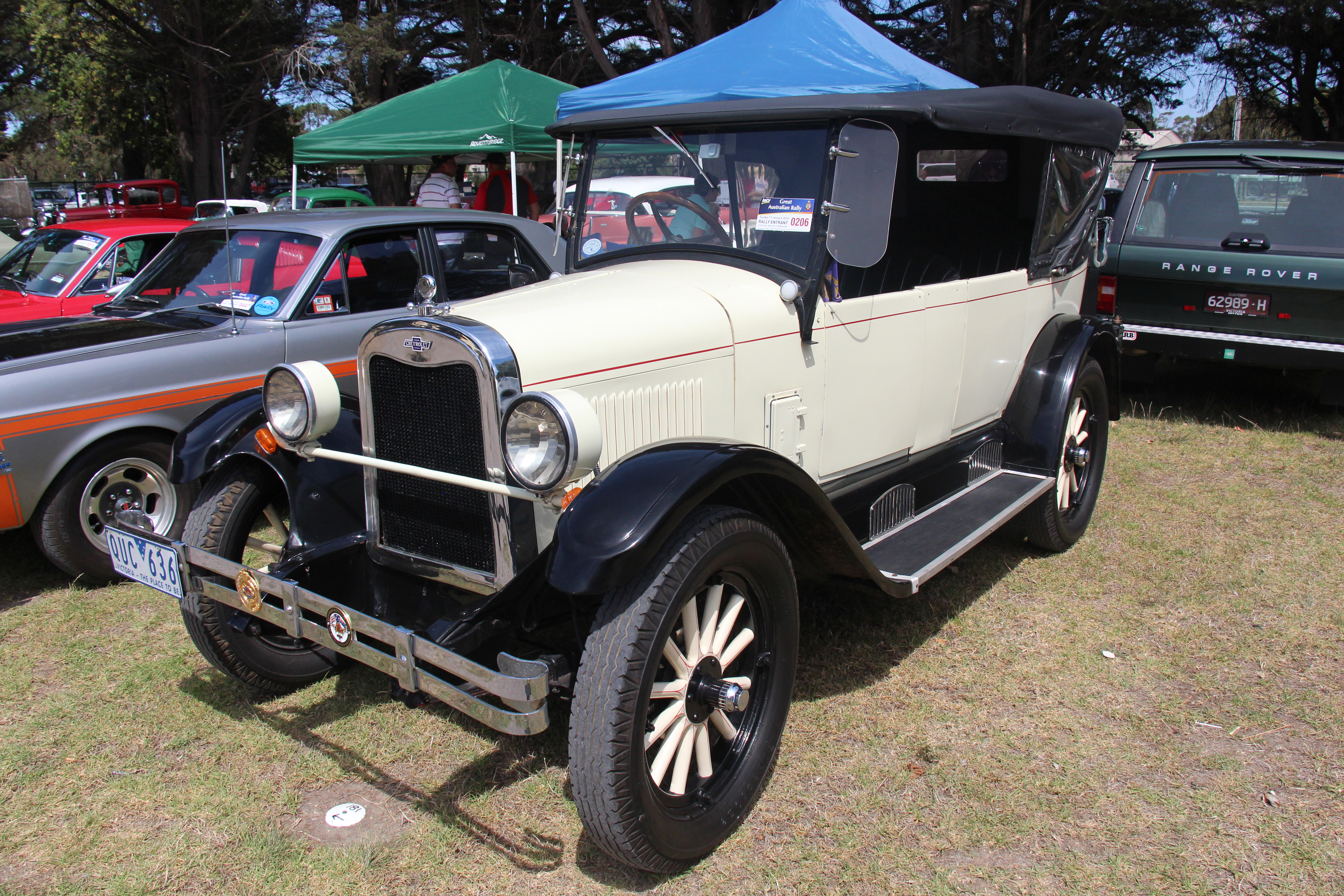
Chevrolet Superior Tourer
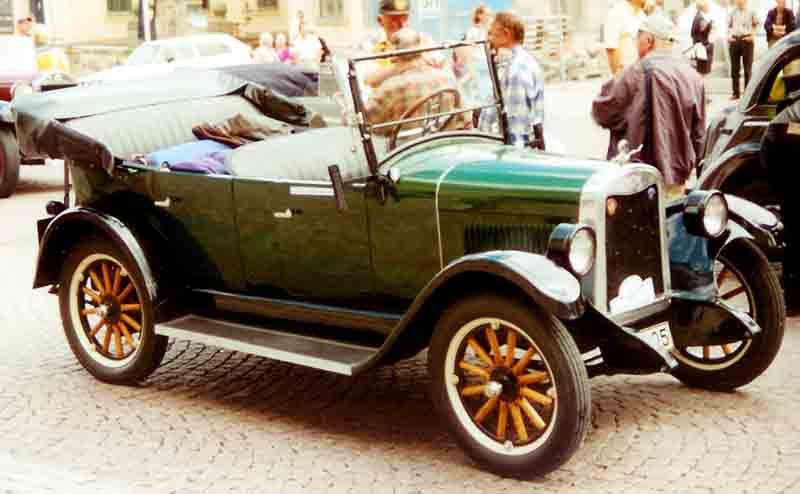
Chevrolet Superior Touring